# 高坝店镇
高坝店镇，是中华人民共和国陕西省商洛市山阳县下辖的一个乡镇级行政单位。
2015年，陕西省民政厅批复同意撤销双坪镇，并入高坝店镇。

## 行政区划
高坝店镇下辖以下地区：
石桥村、寺沟村、南家垤村、凉水井村、桥耳沟村、鹘岭沟村、栋青沟村、鱼塘村、金山寺村、双寨村、小洛峪沟村、骆驼巷村、高坝街村、鹃岭村、赵家河村、过风楼村、石头梁村、蔡家庄村、牛家坪村、申家垤村、蔡垣村、君子涧村、芦园沟村、老屋场村和油匠河村。